# Typenbezeichnungen der kaiserlich japanischen Marineflieger
Bei den Marinefliegern der Kaiserlich Japanischen Marine gab es bis zum Ende des Zweiten Weltkrieges eine sehr spezielle Gliederung der Typenbezeichnungen, aus denen man sehr einfach die Einsatzart des jeweiligen Flugzeuges, eingeführtes Muster dieses Typs, Herstellers und weitere Modifikationen ersehen konnte.
Dieser alphanumerische Schlüssel wurde 1928 erstmals eingeführt und wurde ab 1942 allein gültig. In seinem Aufbau entsprach er weitgehend dem System, das die US-Navy von 1922 bis 1962 verwendete. Vor 1942 wurden die japanischen Marineflugzeuge nach der Regierungszeit des Kaisers benannt, weshalb die Mitsubishi A6M auch als „Zero“ oder Typ-„0“-Jäger bekannt ist. 
Im Gegensatz zur „Ki“-Nummer bei den Kaiserlich Japanischen Heeresfliegern, welches von dem japanischen Wort für Flugzeug, Hikōki abgeleitet wurde, wurden Buchstaben für die verschiedenen Verwendungsarten der Marineluftfahrzeuge verwendet:
Diese Kodierung sah wie folgt aus:
| Erster Buchstabe | Verwendungsart                         | Beispiel       |
| ---------------- | -------------------------------------- | -------------- |
| A                | trägergestütztes Jagdflugzeug          | Mitsubishi A6M |
| B                | trägergestütztes Torpedoflugzeug       | Nakajima B5N   |
| C                | Langstreckenaufklärungsflugzeug        | Nakajima C3N   |
| D                | Sturzkampfflugzeug                     | Yokosuka D4Y   |
| E                | Seeaufklärungsflugzeug                 | Aichi E16A     |
| F                | Nahaufklärungsflugzeug                 | Mitsubishi F1M |
| G                | landgestützter Bomber                  | Nakajima G8N   |
| H                | Patrouillenflugboot                    | Kawanishi H8K  |
| J                | landgestützter Abfangjäger             | Nakajima J1N   |
| K                | Schulflugzeug                          | Yokosuka K5Y   |
| L                | Transportflugzeug                      | Nakajima L2D   |
| M                | Spezialkampfflugzeug                   | Aichi M6A      |
| N                | Seejagdflugzeug                        | Kawanishi N1K  |
| P                | landgest., taktischer Bomber           | Yokosuka P1Y   |
| Q                | Uboot-Jagdflugzeug                     | Watanabe Q1W   |
| R                | landgestützter Nahaufklärer            | Yokosuka R2Y   |
| S                | Nachtjäger und Höhenabfangjäger        | Aichi S1A      |
| LX               | Das X stand für Experimental-Flugzeug. |                |

Nach diesem Buchstaben folgte nun eine Zahl, welche die zeitliche Einführung des Flugzeugmusters berücksichtigte: 

z. B. Mitsubishi A5M → Nachfolger: A6M
Nun folgte ein weiterer Buchstabe: z. B. D3A. Dieser Buchstabe gab den Hersteller an. Die Hersteller wurden wie folgt abgekürzt:
| Letzter Buchstabe | Hersteller                                                  | Beispiel                                      |
| ----------------- | ----------------------------------------------------------- | --------------------------------------------- |
| A                 | Aichi Tokei Denki, Tochter der North American Aviation      | M6A                                           |
| B                 | Boeing                                                      | AXB1 (Boeing 100)                             |
| Bu                | Bücker                                                      | KXBu1 (KXBu1 entspricht Bü 131)               |
| C                 | Consolidated Aircraft, Curtiss-Wright                       | HXC (Consolidated P2Y-1)                      |
| D                 | Douglas Aircraft Company                                    | L2D (DC-3)                                    |
| F                 | Fairchild                                                   | LXF (Fairchild A942)                          |
| G                 | Hitachi Hikōki, Tochter der Grumman Aircraft Engineering    |                                               |
| H                 | Hiro Dai-Jūichi Kaigun Kōkūshō, Tochter der Hawker Aircraft | H3H                                           |
| He                | Ernst Heinkel Flugzeugwerke                                 | LXHe1 (Heinkel He 70)                         |
| J                 | Nihon Kogata Hikōki, Tochter von Junkers                    | KXJ1 (KXJ1 entspricht deutscher Junkers A 50) |
| K                 | Kawanishi Kōkūki, Tochter der Kinner Airplane & Motor       | N1K                                           |
| M                 | Mitsubishi Jūkōgyō                                          | A7M                                           |
| N                 | Nakajima Hikōki                                             | B6N                                           |
| P                 | Nihon Hikōki                                                | K8P                                           |
| S                 | Sasebo Dai-Nijūichi Kaigun Kōkūshō                          |                                               |
| Si                | Shōwa Hikōki                                                |                                               |
| V                 | Vought-Sikorsky                                             | AXV1 (Vought V-143)                           |
| W                 | Watanabe Tekkōjo (später Kyūshū Hikōki)                     | E9W                                           |
| Y                 | Yokosuka Dai-Ichi Kaigun Kōkū Gijutsushō                    | D4Y                                           |
| Z                 | Mizuno Guraida Seisakusho                                   |                                               |

Nach dem japanischen Marineschlüssel wurde eine zweite Zahl hinzugefügt. Ein Beispiel hierzu: G4M2, dieses Flugzeug war dann ein landgestützter Bomber („G“), das vierte Baumuster („4“), eines Bombenflugzeuges von Mitsubishi („M“) gefertigt mit der zweiten Modifikation oder Verbesserung gleichen Typs oder Grundentwurfs.
Natürlich gab es wie überall auch Ausnahmen, wie z. B. bei der berühmten Mitsubishi A6M „Zero“. Von ihr gab es ebenfalls ein Schulflugzeug, welches als A6M2-K bezeichnet wurde, und einen Seejäger; dieser Typ wurde dann als A6M2-N bekannt.
Im Juli 1943 wurde ein System eingeführt, das die Typnummer des Flugzeugs (z. B. Type 2 Trägergestützter Bomber Modell 11) durch einen Namen ersetzte: „Kyofu“ (Jäger-Wasserflugzeug Modell 11). Die Namensgebung erfolgte nach dem nachstehenden Schema:
Jagdflugzeuge, Benennung nach meteorologischen Phänomenen
Trägergestützte Jäger und Wasserflugzeuge erhielten Namen mit Endung auf „pu“ oder „fu“ (Wind)
Einmotorige Abfangjäger, „den“ (Blitz)
Mehrmotorige landgestützte Jäger, „rai“ (Donner)
Nachtjäger, „ko“ (Licht)
Nahunterstützungsflugzeuge, Benennung nach Bergen
Aufklärungsflugzeuge, Benennung nach Wolken
Bomber, Benennung nach Sternen und Sternbildern
Einmotorige Bomber, „sei“ (Stern)
Mehrmotorige Bomber (Sternbilder)
Überwachungsflugzeuge, Benennung nach Meeren und Ozeanen
Landflugzeuge, einschließlich trägergestützter Flugzeuge, „kai“ (Meer)
Wasserflugzeuge und Flugboote, „yo“ (Ozean)
Transportflugzeuge, Benennung nach Himmelsbezeichnungen
Schulflugzeuge, Benennung nach Blumen, Pflanzen und Bäumen
Anfangstrainer, „ka“ (Blumen oder Blüten)
Fortgeschrittenentrainer, (Pflanzen und Bäume)
Sonstige Flugzeuge, Benennung nach Landschaftseigenheiten
Während des Pazifikkrieges vergaben die Amerikaner, ähnlich wie die NATO-Namen, Codewörter für japanische Flugzeuge z. B. Nakajima B6N „Tenzan“, wurde mit „Jill“ geführt. 